# Drew Hayes
Drew Hayes (eigentlich Lawrence Andrew Hayes; * 20. Juli 1969 in Bellingham, Washington; † 21. März 2007 ebenda) war ein US-amerikanischer Comiczeichner.

## Leben
Drew Hayes wurde mit seiner zuerst im Eigenverlag produzierten Comicreihe Poison Elves bekannt. Der Schwarz-Weiß-Comic erzählt die Geschichte des psychopathischen Elfen Lusiphur. Hayes vermischte zeitgenössische Stilelemente in dieser für Erwachsene mit viel schwarzem Humor angelegten Dark-Fantasy-Saga. 1991 erschienen die ersten acht Ausgaben noch unter dem Serientitel I, Lusiphur, später umbenannt in Poison Elves als Poison Elves: The Mulehide Years. Der Verlag Sirius-Entertainment übernahm die Rechte der Reihe 1995 vom Autor. Drew Hayes behielt als Zeichner aber alle künstlerische und kreative Freiheit. Im September 2004 erschien die letzte von ihm geschaffene Episode als 79. Folge der Serie.
In seinen letzten Lebensjahren hatte Drew Hayes zunehmend mit Gesundheitsproblemen zu kämpfen, trotzdem kam der Tod nach Aussage seines Verlegers plötzlich nach einer Lungenentzündung und auftretenden Herzproblemen.

## Werke(Auszug)
- I, Lusiphur/Poison Elves
- Poison Elves Overstreet Fan Edition
- Lusipher and Lirilith
- Requiem for an Elf
- Traumatic Dogs
- Desert of the Third Sin
- Patrons
- The Mulehide Years (collection of vol 1-4)
- Sanctuary
- Guild War
- Salvation
- Rogues